# Imke Duplitzer
 (août 2019).
Si vous disposez d'ouvrages ou d'articles de référence ou si vous connaissez des sites web de qualité traitant du thème abordé ici, merci de compléter l'article en donnant les références utiles à sa vérifiabilité et en les liant à la section « Notes et références ».
Imke Duplitzer, née le 28 juillet 1975 à Karlsruhe, est une escrimeuse allemande pratiquant l’épée. Aux Jeux olympiques d'été de 2004 à Athènes, elle remporte une médaille d’argent avec ses coéquipières allemandes Britta Heidemann et Claudia Bokel.
Imke Duplitzer a aussi été médaillée aux Championnats du monde d'escrime. En 2006 elle remporte une médaille de bronze à l’épée par équipes.

## Vie privée
Imke Duplitzer est ouvertement lesbienne.

## Palmarès
- Jeux olympiques
  -  Médaille d’argent par équipe aux Jeux olympiques d'été de 2004 à Athènes

- Championnats du monde d'escrime
  -  Médaille d'argent à l’épée aux championnats du monde de 2002
  -  Médaille d’argent à l’épée par équipes aux championnats du monde de 2003
  -  Médaille d’argent à l’épée par équipes aux championnats du monde de 2010
  -  Médaille de bronze à l’épée par équipes aux championnats du monde de 1999
  -  Médaille de bronze à l’épée par équipes aux championnats du monde de 2005
  -  Médaille de bronze à l’épée par équipes aux championnats du monde de 2006
  -  Médaille de bronze à l’épée par équipes aux championnats du monde de 2007
  -  Médaille de bronze à l’épée par équipes aux championnats du monde de 2008
  -  Médaille de bronze à l’épée par équipes aux championnats du monde d'escrime 2009 à Antalya

- Championnats du monde militaires
  -  Championne du monde militaire en 1997 et 1999

- Championnats d'Europe d'escrime
  -  Championne d’Europe à l’épée aux Championnats d'Europe d'escrime 1999
  -  Médaille d’argent à l’épée par équipes aux Championnats d'Europe d'escrime 2008
  -  Médaille de bronze à l’épée par équipes aux Championnats d'Europe d'escrime 2000
  -  Médaille de bronze à l’épée par équipes aux Championnats d'Europe d'escrime 2006
  -  Championne d'Europe à l'épée aux Championnats d'Europe d'escrime 2010

- Championnats d'Allemagne
  -  Championne d'Allemagne en 1999, 2000, 2001, 2002, 2004 et 2006